# Rupite
Rupite (bułg. Рупите) – wieś w Bułgarii, w obwodzie Błagojewgrad, w gminie Petricz. Według danych szacunkowych Ujednoliconego Systemu Ewidencji Ludności oraz Usług Administracyjnych dla Ludności, 15 czerwca 2020 roku miejscowość liczyła 1 002 mieszkańców.

## Historia
Dwa kilometry na wschód od wsi w rejonie Kożuch, znajdują się ruiny jednego z największych starożytnych miast w dolinie Strumy, które istniało od IV wieku p.n.e. do VI wieku naszej ery. Łacińska inskrypcja odkryta tutaj w 2002 r. z 308 r. n.e. dowodzi, że w pobliżu wsi Rupite znajdowało się starożytne miasto Heraclea Sintica, wielokrotnie wspominane przez starożytnych autorów. Do tego czasu miasto to lokalizowane było na południe od gór Bełasicy. Rupite zostało wymienione w osmańskich rejestrach podatkowych z lat 1570, 1606 i 1664–1665. Według pierwszego rejestru w wiosce znajdowało się 28 chrześcijańskich gospodarstw domowych. Podczas drugiej wojny bałkańskiej w 1913 r. wieś została spalona przez wojska greckie.

## Religia
We wsi znajduje się dom, gdzie ostatnie lata swojego życia spędziła uważana za jasnowidza Wanga. Tutaj w 1994 roku, sfinansowana przez samą Wangę i zaprojektowana przez architektów Bogdana Tomalewskiego i Łozana Łozanowa zbudowany został chram św. Paraskiewej, który znajduje się w pobliżu domu i grobu Wangi.

## Osoby związane z miejscowością

### Urodzeni
- Nedełczo Angełow – bułgarski czetnik Doncza Złatkowa[7]

### Zmarli
- Miłosz Jakowlew (?–1892) – bułgarski geograf

### Związani
- Wangelija Pandewa Dimitrowa (1911–1996) – bułgarska jasnowidzka, fundatorka chramu
- Stojan Wampiro (1886–?) – bułgarski szpieg, alpinista[8]